# Хуан Непомусено Гуерра
Хуан Непомусено Гуерра (ісп. Juan Nepomuceno Guerra) (18 липня 1915 - 12 липня 2001) — мексиканський наркобарон, бутлегер, бізнесмен і контрабандист, який заснував мексиканський наркокартель Картель дель Гольфо. Його часто вважають «хрещеним батьком»  картелів на кордоні США та Мексики. 
Він розпочав свою злочинну кар’єру в 1930-х роках, займаючись контрабандою алкоголю з Мексики під час дії Сухого закону в США . Пізніше долучившись до інших видів контрабанди. Він є дядьком Хуана Гарсії Абрего, колись найбільш розшукуваного злочинця Мексики.

## Ранні роки та кар'єра
У 1930-х роках він почав контрабанду віскі через кордон Мексики та США через південь Техасу . Завдяки проникливим політичним зв’язкам, які він створив, Непомусено Гуерра зміг контролювати всю контрабанду, що рухалася через Ріо-Гранде .  У 1970-х роках його племінник Хуан Гарсія Абрего, використав ці зв'язки для перетворення організації в наркокартель, що займався біль прибутковим бізнесом - контрабандою кокаїну . 
Незважаючи на те, що Хуан Непомусено Гуерра заснував один із найбільших наркокартелів у Мексиці, він  не провів за свої злочини більше, ніж "кілька годин у в'язниці". 
Гуерра помер від респіраторного захворювання. 

## Спадщина
18 червня 2015 року губернатор Тамауліпаса Егідіо Торре Канту відкрив вулицю, що носить ім'я "Хуан Н. Гуерра" у місті Рейноса, Тамауліпас . Вулиця була відкрита разом із сімома іншими та розташована робітничому у районі. 